# Paul Kruger
Stephanus Johannes Paul Kruger (Colesberg, 10 ottobre 1825 – Le Châtelard, 14 luglio 1904) è stato un politico boero.
Chiamato anche Oom Paul (afrikaans per "Zio Paul"), fu un leader della resistenza boera contro il governo britannico del Sudafrica, e presidente della Repubblica del Transvaal. Da Paul Kruger prende il nome il celebre Parco nazionale Kruger, il principale parco nazionale faunistico sudafricano.

## Biografia

### Gioventù
Kruger nacque nel 1825. Ebbe appena tre mesi di educazione formale, ma divenne un profondo conoscitore della vita nel veldt. Suo padre, Casper Kruger, si unì al partito dei trekker di Andries Potgieter nel 1836, quando ebbe inizio il Grande Trek. I trekker, e con loro i Kruger, attraversarono il fiume Vaal nel 1838, stabilendosi dapprima a Potchefstroom. Il padre di Kruger scelse di stabilirsi nell'odierno distretto di Rustenburg. A 16 anni, a Paul venne concesso di scegliere una fattoria per sé ai piedi del Magaliesberg, dove egli si stabilì nel 1841.
L'anno successivo, ancora giovanissimo, sposò Maria du Plessis, e insieme a lei accompagnò il padre nel Transvaal orientale. Quando fecero rientro a Rustenburg, la moglie e il figlio neonato di Kruger morirono, probabilmente di malaria. Kruger si risposò con la cugina di Maria, Gezina du Plessis, da cui ebbe sette figlie e nove figli. Secondo la leggenda, gli indigeni della regione dello Tshwane lo chiamavano Mamelodi'a Tshwane (in lingua tswana, "fischiatore del fiume Apies"), per la sua abilità nell'imitazione dei canti degli uccelli.

### Attività politica
Il giovane Kruger entrò nell'esercito e divenne Commandant-General della Sudafrica (detta anche Repubblica del Transvaal). Fu eletto membro di una commissione del Volksraad (il parlamento repubblicano) incaricata di stendere una costituzione, e svolse un ruolo importante nell'appianamento delle controversie fra Stephanus Schoeman e Marthinus Wessel Pretorius.
Nel 1873 Kruger diede le dimissioni come Commandant-General, ritirandosi per qualche tempo nella sua fattoria di Boekenhoutfontein. L'anno dopo, tuttavia, fu eletto come membro del Consiglio Esecutivo e di lì a poco divenne vicepresidente della Repubblica del Transvaal. In seguito all'annessione del Transvaal da parte degli inglesi, nel 1877, Kruger divenne il leader della resistenza boera. Con questo ruolo, come rappresentante dei boeri, egli visitò il Regno Unito e l'Europa (sorvolando tra l'altro Parigi in mongolfiera).
La Prima guerra boera, scoppiata nel 1880, vide la sconfitta delle forze britanniche nella decisiva battaglia di Majuba Hill, combattuta nel 1881. Kruger svolse un ruolo determinante nei negoziati con gli inglesi, e anche grazie alla sua opera venne riconosciuta l'indipendenza del Transvaal. Il 30 dicembre 1880, a 55 anni, Kruger fu eletto presidente del Transvaal. Il suo primo obiettivo fu una revisione della Convenzione di Pretoria stipulata con gli inglesi al termine della Prima guerra boera. A questo scopo si recò nuovamente in Europa nel 1883, intessendo relazioni con molti leader del Vecchio Mondo.
Dopo la scoperta dell'oro nel Transvaal (nella zona di Witwatersrand), le brame imperialistiche degli inglesi vennero improvvisamente moltiplicate. Dimostrando una notevole lucidità politica, Kruger anticipò gli eventi dichiarando che anziché gioire per il ritrovamento di oro, i boeri del Transvaal avrebbero dovuto piangere perché "questo porterà la nostra terra a inzupparsi di sangue". Alla fine del 1895 gli eventi iniziarono a precipitare con il celebre "Jameson Raid", un'operazione militare non ufficiale contro il Transvaal finanziata da magnati inglesi come Cecil Rhodes. Il raid fallì. Nel 1898 Kruger fu eletto presidente per la quarta e ultima volta.

### Esilio
L'11 ottobre 1899 ebbe inizio la Seconda guerra boera. Il 7 maggio dell'anno successivo Kruger partecipò all'ultima seduta del Volksraad; gli inglesi stavano avanzando e il 29 maggio Kruger dovette abbandonare Pretoria. Per qualche tempo rimase nella zona della Mpumalanga; a ottobre, si imbarcò sulla nave da guerra olandese Gelderland e fuggì dal Sudafrica. Sua moglie era troppo malata per imbarcarsi; morì il 20 luglio 1901.
Kruger si trasferì dapprima nei Paesi Bassi e poi a Clarens presso Le Châtelard (oggi Montreux), dove morì il 14 luglio 1904. Aveva soggiornato anche a Nizza, in Francia, dove avrebbe dovuto partecipare come testimone al matrimonio tra la nipote Myra Francisca Guttman Joubert e Camillo Ricchiardi, già colonnello della Legione Italiana in Transvaal, ma i problemi di salute lo impedirono. Fu lui a dare l'incarico a Camillo Ricchiardi di perorare la causa boera organizzando una serie di conferenze in Italia e all'estero. Sempre su interessamento del Kruger il Ricchiardi ebbe il compito di organizzare le "colonie" boere del Chubut, in Argentina, con l'incarico di amministratore.
Il 16 dicembre dello stesso anno, Kruger fu sepolto a Pretoria nel cimitero di Church Street.

## Curiosità
- Kruger credeva che la terra fosse piatta: nel 1898, durante la sua circumnavigazione del mondo in solitaria, Joshua Slocum incontrò nella Repubblica del Transvaal un sacerdote boero che gli diede un opuscolo in cui si tentava di dimostrare che la Terra fosse piatta. Il presidente del Transvaal dimostrò di avere la stessa visione del mondo dicendo a Slocum: "Tu non intendi dire [che hai navigato] intorno al mondo, è impossibile! Tu intendi nel mondo!".[1]
- Nel 1941, in piena seconda guerra mondiale, in Germania venne girato il film Ohm Kruger l'eroe dei Boeri. Diretto da Hans Steinhoff e interpretato da Emil Jannings, il più celebre attore tedesco dell'epoca, il film era una biografia dai forti toni propagandistici anti-britannici che ripercorreva la vita di Kruger.